# Ү̌
Cette page contient des caractères spéciaux ou non latins. S’ils s’affichent mal (▯, ?, etc.), consultez la page d’aide Unicode.
Ne doit pas être confondu avec la lettre latine Y caron ‹ Y̌ y̌ ›.
Ү̌ (minuscule : ү̌), appelé ou caron, est une lettre additionnelle de l’alphabet cyrillique utilisée en doungane par certains auteurs. Elle est composée du ou droit ‹ Ү › diacrité d’un caron.

## Utilisations
En doungane, certains auteurs utilisent les accents sur les voyelles pour indiquer les tons, dont l’ou droit caron cyrillique ‹ ә̌ ›.

## Représentation informatique
L’ou droit caron peut être représenté avec les caractères Unicode suivants (cyrillique, diacritiques) :
| formes    | représentations | chaînes de caractères | points de code | descriptions                                           |
| --------- | --------------- | --------------------- | -------------- | ------------------------------------------------------ |
| capitale  | Ү̌               | Ү◌̌                    | U+04AE U+030C  | lettre majuscule cyrillique ou droit diacritique caron |
| minuscule | ү̌               | ү◌̌                    | U+04AF U+030C  | lettre minuscule cyrillique ou droit diacritique caron |